# Мет Банахан
Мет Банахан (енгл. Matt Banahan; 30. децембар 1986) професионални је енглески рагбиста, који тренутно игра за премијерлигаша Бат. Као дечак тренирао је хокеј на трави, па је прешао на рагби. Висок је 201 цм, тежак је 110 кг и игра на позицији крила. За један од најстаријих клубова на свету Бат одиграо је до сада 183 утакмица и постигао 352 поена. Са Батом је освојио један трофеј, челинџ куп 2008. Занимиљиво је да као млађи играо у скраму на академији Лондон Ајриша, али су га тренери у Бату, због комбинације брзине и снаге пребацили у линију. 6. јуна 2009. дебитовао је против Аргентине на Олд Трафорду, постигао је есеј и проглашен је за играча утакмице. За "црвене руже" је до сада одиграо 16 утакмица и постигао 20 поена.